# Гу
Гу – dwuznak cyrylicy wykorzystywany w zapisie języków adygejskiego i kabardyjskiego. W kabardyjskim oznacza dźwięk [ɡʷ], czyli labializowaną spółgłoskę zwartą miękkopodniebienną dźwięczną. 

## Kodowanie
| Forma     | Wygląd | Części składowe | Części składowe |
| --------- | ------ | --------------- | --------------- |
| majuskuła | Гу     | U+0413 Г        | U+0443 у        |
| minuskuła | гу     | U+0433 г        | U+0443 у        |